# Union Township (comté d'Adair, Iowa)
Pour les articles homonymes, voir Union Township.
Union Township est un township, du comté d'Adair en Iowa, aux États-Unis. Il est fondé en 1853.